# Tyfoonseizoen van de Grote Oceaan 2012
Het tyfoonseizoen van de Grote Oceaan 2012 duurde het hele jaar door en beslaat het gebied van de westelijke Grote Oceaan, westelijk van de datumgrens en noordelijk van de evenaar. Weliswaar loopt het seizoen het hele jaar door, toch vormen de meeste tropische cyclonen zich in de maanden mei tot november.

## Cyclonen
- Tropische depressie
- Tropische depressie
- Tropische depressie, 01W
- Tropische storm Pakhar, TS 1201, 02W
- Tropische depressie
- Tropische depressie
- Tyfoon Sanvu, 1202, 03W
- Tyfoon Mawar (Ambo), 1203, 04W
- Tyfoon Guchol (Butchoy), 1204, 05W
- Zware tropische storm Talim (Carina), STS 1205, 06W
- Tropische storm Doksuri (Dindo), TS 1206, 07W
- Tropische depressie
- Zware tropische storm Khanun (Enteng), STS 1207, 08W
- Tyfoon Vicente (Ferdie), 1208, 09W
- Tyfoon Saola (Gener), 1209, 10W
- Tyfoon Damrey, 1210, 11W
- Tyfoon Haikui, 1211, 12W
- Zware tropische storm Kirogi, STS 1212, 13W
- Tropische Depression
- Tyfoon Kai-tak (Helen), 1213, 14W
- Tyfoon Tembin (Igme), 1214, 15W
- Tyfoon Bolaven (Julian), 1215, 16W
- Tropische Depression
- Tyfoon Sanba (Karen), 1216, 17W
- Tropische depressie
- Tyfoon Jelawat (Lawin), 1217, 18W
- Zware tropische storm Ewiniar, STS 1218, 19W
- Zware tropische storm Maliksi, STS 1219, 20W
- Zware tropische storm Gaemi (Marce), STS 1220, 21W
- Tyfoon Prapiroon (Nina), 1221, 22W
- Zware tropische storm Maria, STS 1222, 23W
- Tyfoon Son-Tinh (Ofel), 1223, 24W
- Tropische depressie, 25W
- Tyfoon Bopha (Pablo), 1224, 26W
- Tropische storm Wukong (Quinta), TS 1225, 27W

20e eeuw: 1900 · 1901 · 1902 · 1903 · 1904 · 1905 · 1906 · 1907 · 1908 · 1909 · 1910 · 1911 · 1912 · 1913 · 1914 · 1915 · 1916 · 1917 · 1918 · 1919 · 1920 · 1921 · 1922 · 1923 · 1924 · 1925 · 1926 · 1927 · 1928 · 1929 · 1930 · 1931 · 1932 · 1933 · 1934 · 1935 · 1936 · 1937 · 1938 · 1939 · 1940 · 1941 · 1942 · 1943 · 1944 · 1945 · 1946 · 1947 · 1948 · 1949 · 1950 · 1951 · 1952 · 1953 · 1954 · 1955 · 1956 · 1957 · 1958 · 1959 · 1960 · 1961 · 1962 · 1963 · 1964 · 1965 · 1966 · 1967 · 1968 · 1969 · 1970 · 1971 · 1972 · 1973 · 1974 · 1975 · 1976 · 1977 · 1978 · 1979 · 1980 · 1981 · 1982 · 1983 · 1984 · 1985 · 1986 · 1987 · 1988 · 1989 · 1990 · 1991 · 1992 · 1993 · 1994 · 1995 · 1996 · 1997 · 1998 · 1999

21e eeuw: 2000 · 2001 · 2002 · 2003 · 2004 · 2005 · 2006 · 2007 · 2008 · 2009 · 2010 · 2011 · 2012 · 2013 · 2014 · 2015